# Bez przeszłości
Bez przeszłości (ang. Nowhere Man, pol. Człowiek, którego nie ma) – serial telewizyjny z pogranicza akcji, dramatu i thrillera produkcji amerykańskiej, emitowany w latach 1995–1996. W Polsce serial wyświetlał Polsat (pod tytułem "Człowiek, którego nie ma") oraz AXN (pod tytułem "Bez przeszłości"). "Nowhere Man" składa się z 25 odcinków (1 sezon).

## Fabuła
Fotograf Thomas Veil urządza wystawę swoich zdjęć. Gwoździem wernisażu jest fotografia przedstawiające egzekucję miejscowej ludności wykonana w Ameryce Południowej.  Parę godzin później życie Toma zmienia się diametralnie. Wraz z żoną Alyson wybiera się do restauracji. Po lekkiej scysji z małżonką Thomas wychodzi na papierosa. Po powrocie spostrzega absencję Alyson. Przy stoliku, który rezerwował, siedzi kompletnie obca mu para. Zaniepokojony zniknięciem żony podpytuje o całe zajście kelnera, jednak ten oznajmia, że po raz pierwszy widzi go na oczy. Nie wie również nic na temat Alyson. Parę minut później Tom zostaje zmuszony do opuszczenia lokalu. Bez chwili zwłoki dzwoni do Alyson. Bezskutecznie. Numer jest błędny. Tom udaje się więc do domu, gdzie wpada w konsternację - Alyson go nie poznaje. Co gorsza, mieszka z nieznanym Tomowi mężczyzną, podającym się za męża Alyson. Historia zatacza koło w pracowni fotograficznej. Nawet matka Thomasa stwierdza w jego obecności, że jej syn nie żyje. Niebawem Tom konstatuje, iż jego tożsamość nie istnieje. Zalążkiem zaistniałego stanu rzeczy zdają się być negatywy zdjęcia z Ameryki Południowej, które znajdują się w orbicie zainteresowań ścigających Veila ludzi.

## Obsada
- Bruce Greenwood jako Thomas Veil (wszystkie 25 odcinków)[1]
- Megan Gallagher jako Alyson Veil (4)
- Marvin LaRoy Sanders jako porządkowy (3)
- Widow jako mecenas galerii sztuki (3)
- Sam A. Mowry jako detektyw Coleman (2)
- George Gerdes jako szeryf Wilkes (2)
- Mary Gregory jako pani Veil (2)
- Murray Rubinstein jako Larry Levy (2)
- Shawna Schuh jako kobieta, pośrednik w handlu nieruchomościami (2)
- Tobias Anderson jako Sammy (2)
- Don Burns jako Elmer (2)
- Geof Prysirr jako mjr Deward (2)
- Joe Cronin jako dowódca (2)
- Brian Boe jako kierownik (2)
- Victor Morris jako policjant Hansen (2)
- Jay Arlen Jones jako dr Novak (2)
- Tracey LeRich jako Jeanette (2)
- Ted Roisum jako Ames (2)
- Glen Baggerly jako mężczyzna z bronią (2)
- Mark Vincent jako mistrz ceremonii (2)
- Steve Restivo jako Gino (2)
- Marty Ryan jako agent specjalny (2)
- James Fischer jako porządkowy #1 (2)
- Jim Garcia jako Ringo (2)
- Robin Sachs jako Alexander Hale (2)
- Choppy Guillotte jako Ben Dobbs (2)
- Michael Tucker jako dr Bellamy (2)
- Robert Blanche jako strażnik (2)
- Michael Taylor Donovan jako dyrektor wykonawczy (2)
- Erik A. Candiani jako konserwator (2)
- Elizabeth Fournier jako dziewczyna w czerwonym kostiumie kąpielowym (2)
- Roger Petan jako agent rządowy (2)
- Maria Bello jako Emily Noonan (1)
- Bryan Cranston jako szeryf Norman Wade (1)
- Mimi Craven jako Ellen Combs (1)